# جون بريكنريدج (نائب عام الولايات المتحدة)
جون بريكنريدج (بالإنجليزية: John Breckinridge)‏ (2 ديسمبر 1760 - 14 ديسمبر 1806)، محامي وسياسي من ولاية فرجينيا الأمريكية. خدم في المجالس التشريعية لولاية فرجينيا وكنتاكي قبل انتخابه لعضوية مجلس الشيوخ الأمريكي، وعُين أيضًا نائبًا عامًا للولايات المتحدة في فترة ولاية الرئيس توماس جفرسون الثانية. يُعتبر جون سلف عائلة بريكنريدج السياسية في كنتاكي، وتحمل الاسم نفسه مقاطعة بريكنريدج في كنتاكي.
كان والد بريكنريدج سياسًا محليًا، ووالدته عضوًا في عائلة بريستون السياسية. حضر بريكنريدج المحاضرات في كلية وليام وماري بشكل متقطع بين عامي 1780 و1784؛ وذلك بسبب حرب الاستقلال الأمريكية وانتخابه لمجلس نواب فرجينيا. يُعتبر جون أحد أصغر أعضاء ذلك المجلس، وجعلته أنشطته السياسية معروفًا لدى العديد من السياسيين البارزين.
تزوج جون في عام 1785 من «بولي» كابيل، التي كانت عضوًا في عائلة كابيل السياسية. أُقنع جون من خلال مجموعة رسائل من أقاربه في كنتاكي بالانتقال إلى الحدود الغربية، على الرغم من المعيشة المريحة التي كان يؤمنها من خلال عمله في بعض القضايا القانونية والزراعية في فرجينيا. أسس بريكنريدج في عام 1793 مزرعته «كايبلز دايل» بالقرب من ليكسينغتون في كنتاكي.
عُين بريكنريدج نائبًا عامًا للولايات المتحدة الأمريكية بعد وقت قصير من وصوله إلى كنتاكي، ولكنه استقال في نوفمبر عام 1797 وانتُخب لعضوية مجلس نواب كنتاكي في الشهر التالي من ذلك التاريخ. حصل بصفته مُشرّعًا، على إقرار قانون جنائي أكثر إنسانية، ألغى عقوبة الإعدام في الولايات المتحدة بالنسبة لجميع الجرائم ما عدا جرائم القتل المتعمد من الدرجة الأولى.
منحه وسيط توماس جفرسون في رحلة إلى فرجينيا عام 1798 قرارات كنتاكي الصادرة، والتي أدانت القوانين الغريبة والمُحرضة على الشغب. نسب بريكنريدج بناءً على طلب جفرسون، الفضل في القرارات المعدلة التي رعاها من خلال جمعية كنتاكي العامة؛ ولم يُكشف عن مساهمة جفرسون إلا بعد وفاة بريكنريدج. عارض الدعوة إلى عقد مؤتمر دستوري للدولة في عام 1799، ولكنه انتُخب مندوبًا فيه. بقيت حكومة ولاية كنتاكي أرستقراطية نسبيًا نتيجةً لتأثيره، إذ حافظت على العبودية وحدت من سلطة الناخبين. دُعي جون «أبو الدستور المُشكل»، وخرج من المؤتمر زعيمًا مُعترفًا به للحزب الجمهوري الديمقراطي في الولاية، بل وانتُخب رئيسًا لمجلس نواب كنتاكي في عامي 1799 و1800.
عمل بريكنريدج قائدًا لبَلَاط الرئيس جفرسون بعد انتخابه في مجلس الشيوخ الأمريكي عام 1800، إذ مرر مشاريع قوانين الإدارة عبر المجلس التي كان يسيطر عليه حزبه بدقة. دعا سكان الحدود الغربية إلى ترشيحه لمنصب نائب الرئيس في عام 1804، ولكن جفرسون عينه في منصب النائب العام للولايات المتحدة في عام 1805 بدلًا من ذلك. كان أول مسؤول من الغرب على مستوى مجلس الوزراء، ولكن لم يمتلك تأثيرًا يُذكر قبل وفاته بمرض السل في 14 ديسمبر عام 1806.

## النشأة والعائلة
هاجر جد جون، ألكساندر بريكنريدج، من أيرلندا إلى مقاطعة باكز في بنسلفانيا نحو العام 1728، بينما نشأت عائلة بريكنريدج في أيرشاير في اسكتلندا قبل الهجرة إلى أولستر (ربما مقاطعة أنتريم أو مقاطعة لندنديري) في أواخر القرن السابع عشر على الأرجح. انتقلت العائلة في عام 1740 إلى مقاطعة أوغستا في فرجينيا، بالقرب من مدينة ستونتون حيث توفي ألكساندر في عام 1743، وُلد جون بريكنريدج في 2 ديسمبر عام 1760، وكان الطفل الثاني من بين ستة أطفال لروبرت بريكنريدج وزوجته الثانية، ليتيس (بريستون) بريكنريدج.
كانت والدته ابنة جون بريستون من عائلة بريستون السياسية في فرجينيا. أنجب روبرت بريكنريدج طفلين من زواج سابق، وقد أصبح جون من خلال أحد هؤلاء الإخوة غير الأشقاء عمًا لعضو الكونغرس المستقبلي جيمس دي. بريكنريدج. خدم روبرت بريكنريدج بصفته خبيرًا في الحرب الفرنسية والهندية، كنائب عمدة لمقاطعة أوغستا، ثم عمدةً لها، ثم بعدها قاضي صلح.
انتقلت أسرة جون بريكنريدج إلى مقاطعة بوتيتورت بعد ولادته بفترة وجيزة، حيث أصبح روبرت بريكنريدج شرطيًا وقاضيًا للصلح، بالإضافة إلى خدمته في الميليشيا المحلية. توفي في عام 1773 تاركًا لجون البالغ عمره 12 عامًا أرضًا تبلغ مساحتها 300 فدان (1.2 كم مربع)، وعبدًا واحدًا، ونصف ملكية عبد آخر.
وفقًا للسيرة الذاتية للويل إتش. هاريسون، ربما يكون بريكنريدج قد التحق بالكلية، بما في ذلك أكاديمية أوغستا (الآن جامعة واشنطن ولي)، علمًا أنه فُقدت أي سجلات تحتوي على هذه المعلومات. ساعد بريكنريدج الذي كان الأصغر سنًا في دعم الأسرة بعد وفاة والده من خلال بيع الويسكي والبراندي والقُنّب، وتعلم المسح من عمه وليام بريستون، وكان يعمل مسجلًا أيضًا في مكتب فينكاست العقاري منذ عام 1774 وحتى 1779.
سعى بريستون للحصول على فرص لابن أخيه من أجل الالتحاق بالكليات الخاصة إلى جانب أبنائه، ولكن تعرض نظام هذه الكليات إلى تقطع في الفصول الدراسية نتيجة الحرب، بل وتداخلت مسؤوليات بريكنريدج الأخرى مع حضوره المحاضرات. رشح بريستون بريكنريدج ليكون نائب المساحين في مقاطعة مونتغمري، وهو المنصب الذي قبله بعد اجتياز الاختبار المطلوب في 1 فبراير عام 1780. وفي وقت لاحق من ذلك العام، انضم إلى ابن عمه، السيناتور لاحقًا في مجلس الشيوخ الأمريكي في كنتاكي جون براون، في كلية وليام وماري.
أجبرت حرب الاستقلال الأمريكية كلية وليام وماري على الإغلاق في عام 1781، إذ استُخدمت مبانيها كثكنات للقوات البريطانية والفرنسية والأمريكية، وكانت كل دولة تسيطر على الكلية والمنطقة المحيطة بها على التوالي.
على الرغم من أن ويليام سي. ديفيس سجل أن بريكنريدج خدم سابقًا كلواء في ميليشيا مقاطعة بوترت، يشير هاريسون إلى أن السجلات الأكثر موثوقية في الخدمة العسكرية لفرجينيا، لا تشير إلى مشاركته في الحرب الثورية، بل وتذكره المصادر الأقل موثوقية على أنه كان قائدًا في ميليشيا فرجينيا. تكهن هاريسون أنه في حال كان قد جُند، فهو خدم في واحدة أو اثنتين من حملات الميليشيا القصيرة عام 1780، والتي أُجريت لدعم جيش نثانيال غرين في جنوب غرب فرجينيا.

### الحياة السياسية المبكرة
انتُخب بريكنريدج ليُمثل مقاطعة بوترت في مجلس نواب فرجينيا في أواخر عام 1780، على الرغم من أنه لم يكن يستجدي المناصب، ولم يكن كبيرًا بما يكفي للخدمة. تقول الأسطورة أن ترشيحه رُفض مرتين بسبب عمره، لكن ناخبيه أعادوا تنصيبه في كل مرة، بل ورُشح للمرة الثالثة، لكن السجلات الرسمية لا تدعم هذه القصة.
منعه الجنود البريطانيون من الاجتماع في ويليامزبرغ، عُقد مجلس النواب في 7 مايو من عام 1781 في ريتشموند، لكنه فشل في تحقيق النصاب القانوني. تأجلت الهيئات التشريعية إلى شارلوتسفيل في 28 مايو، بسبب تقدم الجنرال البريطاني في 10 مايو في تلك المدينة. وصل بريكنريدج إلى شارلوتسفيل في 28 مايو. ركب جاك جويت إلى المدينة، محذرًا الهيئات التشريعية من اقتراب 250 فارسًا تحت قيادة باناستر تارلتون. أجل المشرعون الجلسة واتجهوا إلى ستونتون ليكملوا أعمال الجلسة هناك بعد أيام. بقي بريكنريدج في منزل والدته بين الجلسات، وانضم إلى المجلس التشريعي في نوفمبر من عام 1781. تألفت معظم الجلسة من اعتماد قرارات شكر للأفراد الذين صنعوا هذه المدينة بهزيمتهم لكورنواليس في يوركتاون.

## روابط خارجية
- جون بريكنريدج (نائب عام الولايات المتحدة) على موقع الموسوعة البريطانية (الإنجليزية)